# Ніч страху 2
«Ніч страху 2» (англ. Fright Night Part 2) — американський фільм жахів 1988 року режисера Томмі Лі Воллеса з Вільямом Регсдейлом, Родді МакДавеллом, Трейсі Лінд і Джулі Кармен у головних ролях. Продовження фільму «Ніч страху» 1985 року, Регсдейл і МакДавелл повернулися до свої ролей.

## Синопсис
Наслідуючи сюжет першого фільму, 20-річний Чарлі Брюстер, в результаті тривалої психіатричної терапії, тепер вірить, що Джеррі Дендрідж був нічим іншим, як серійним вбивцею, який тільки видавав себе за вампіра. Як наслідок він приходить до переконання, що вампірів ніколи не існувало. Проте це переконання похитнеться при зустрічі з таємничою жінкою на ім'я Регіна.

## У ролях
| Актор           | Роль            |
| --------------- | --------------- |
| Вільям Рагсдейл | Чарлі Брюстер   |
| Родді Макдавелл | Пітер Вінсент   |
| Трейсі Лінд     | Алекс Янг       |
| Джулі Кармен    | Регіна          |
| Браян Томпсон   | Брозворт        |
| Джон Гріс       | Луї             |
| Ерні Сабелла    | доктор Гаррісон |

## Виробництво
Продюсери звернулися до режисера оригінальної «Ночі страху» Тома Голланда з проханням зняти продовження, але Голланд відмовився на користь «Дитячої гри».

## Випуск
Стрічку випустили компанії New Century/Vista в Північній Америці та TriStar Pictures в інших країнах 1989 року, вона зібрала у прокаті майже 3 мільйони доларів США. У 2003 році його випустили на DVD компанією Artisan Entertainment.

## Зовнішні посилання
- Fright Night Part 2 на сайті IMDb (англ.)
- Fright Night Part 2 на сайті Rotten Tomatoes (англ.)